# Lluïsa Augusta de Dinamarca

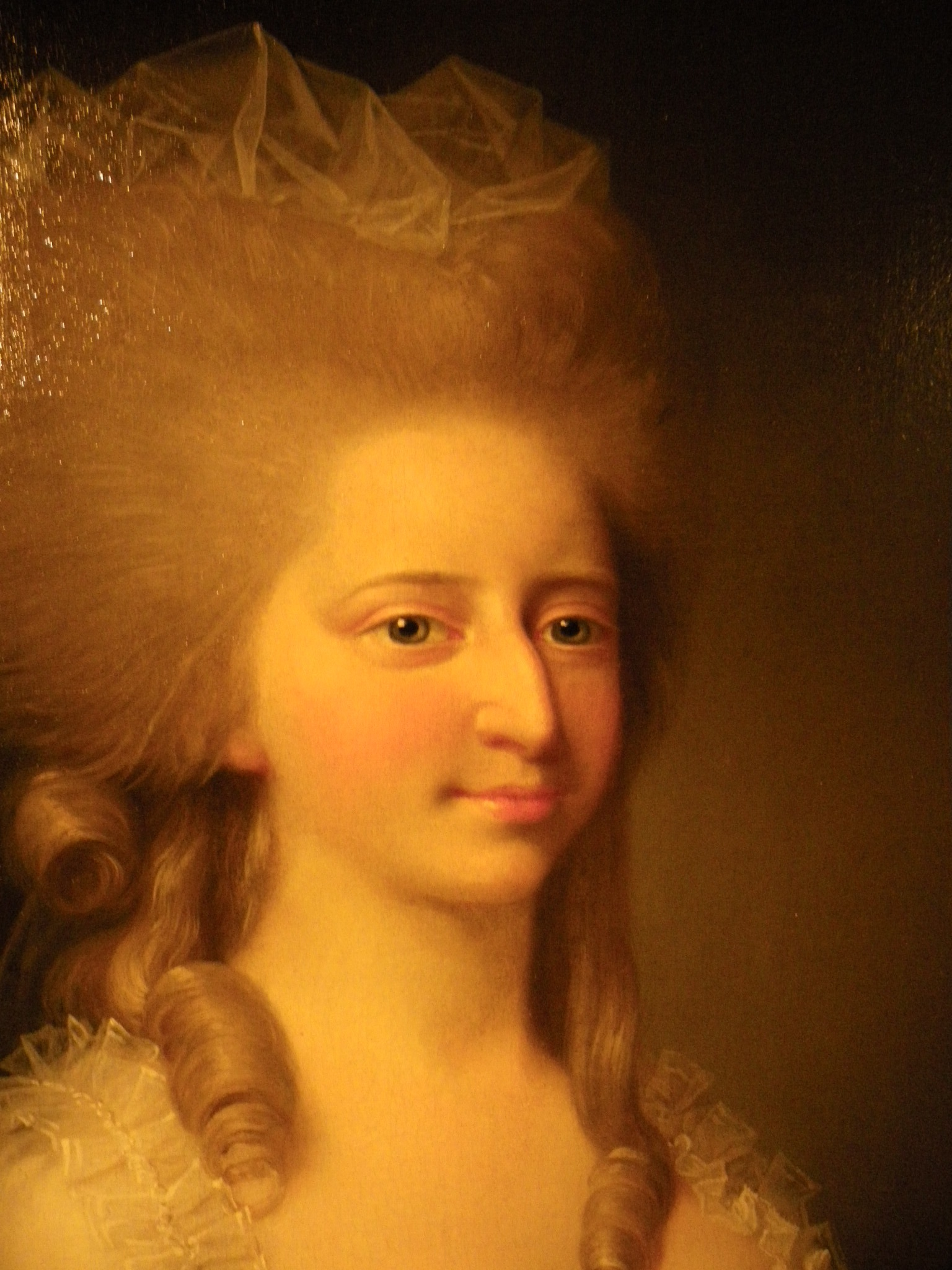
Lluïsa Augusta de Dinamarca

Lluïsa Augusta de Dinamarca (en danès Louise Augusta af Danmark) va néixer a Hørsholm el 7 de juliol de 1771 i va morir a Augustenburg el 13 de gener de 1843. Oficialment, era filla del rei Cristià VII de Dinamarca (1749-1808) i de Carolina Matilde de Hannover (1751-1775), però el pare biològic seria Johann Friedrich Struensee, metge de la Cort i persona molt influent en els afers d'estat, tenint en compte els problemes de salut del Rei.
El 1772, la seva mare fou acusada d'adulteri, repudiada i hagué d'exiliar-se a instàncies de la seva madrastra la reina Juliana Maria de Brunswick-Wolfenbüttel. És per això que Lluïsa Augusta, així com el seu germà i futur rei Frederic VI de Dinamarca, va créixer al palau de Christiansborg sota la supervisió i tutela de Juliana Maria.
Ja des de petita es va planejar casar la jove princesa amb algun membre de la mateixa casa reial danesa d'Oldenburg, per tal de garantir que si algun dels seus fills havia d'heretar el tron, aquest portés sang de la família reial.
El 27 de maig de 1786 amb només 14 anys es va celebrar el matrimoni concertat amb el príncep Frederic Cristià II de Schleswig-Holstein-Sonderburg-Augustenburg, fill del duc Frederic Cristià I (1721-1794) i de la seva cosina la princesa Carlota de Holstein-Plön (1744-1770). El matrimoni va tenir tres fills: 
- Carolina Amàlia (1796-1881), casada el 1815 amb el futur rei Cristià VIII de Dinamarca.
- Cristià August (1798-1869), duc de Holstein-Sondenburg-Augustenburg, casat el 1820 amb Lluïsa Sofia Danneskjold-Samsøe (1797-1867).
- Federic Emili August, príncep de Noer (1800-1865), casat el 1829 amb Enriqueta Danneskjold-Samsøe (1806-1858).